# Heterochelus guillarmodi
Heterochelus guillarmodi är en skalbaggsart som beskrevs av Schein 1959. Heterochelus guillarmodi ingår i släktet Heterochelus och familjen Melolonthidae. Inga underarter finns listade i Catalogue of Life.